# Dibenzodioxinas policloradas

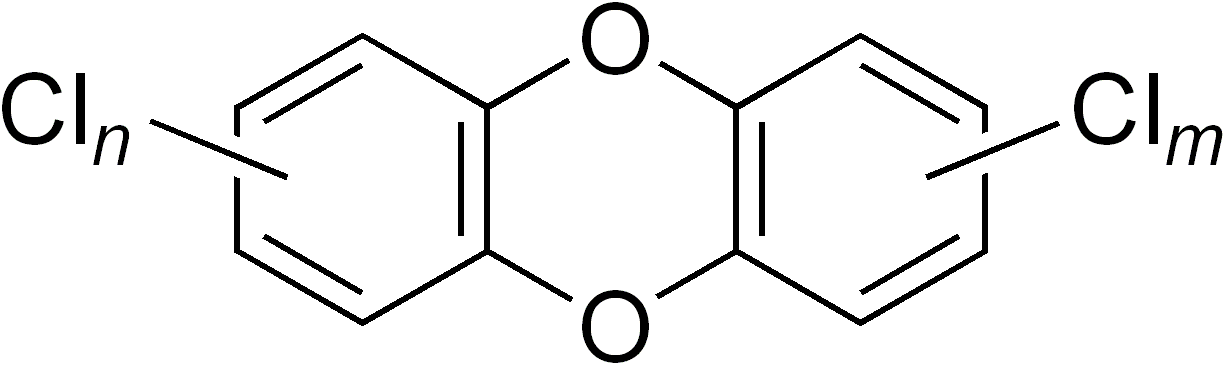
Estrutura geral das PCDDs onde n e m podem variar de 0 a 4

Dibenzodioxinas policloradas (PCDDs, do inglês polychlorinated dibenzodioxins), ou simplesmente dioxinas, são um grupo de compostos orgânicos polialogenados que são altamente persistentes no meio ambiente e possuem estruturas químicas similares . São comumente citados como dioxinas por simplicidade em em publicações científicas porque cada molécula de PCDD contém uma estrutura esqueletal dioxina. Tipicamente, o esqueleto p-dioxina está no núcleo de uma molécula de PCDD, dando a molécula um sistema de anel dibenzo-p-dioxina. Membros da família PCDD tem sido mostrados ser bioacumulados em humanos e na vida selvagem devido a suas propriedades lipofílicas, e são conhecidos teratogênicos, mutagênicos, e suspeitos de ser carcinogênicos em humanos.
As dioxinas possuem toxicidade diferente dependendo do número e da posição dos átomos de cloro e podem causar diferentes problemas de saúde. Entre todas as dioxinas, a mais tóxica é a 2,3,7,8-tetraclorodibenzo-p-dioxina que possui 4 átomos de cloro. Este composto é extremamente estável e consequentemente tende a se acumular na cadeia alimentar tendo uma meia-vida de 7 a 9 anos em humanos  
As principais características das dioxinas são que elas são praticamente insolúveis em água, mas têm uma alta afinidade por lipídios. Além disso, elas tendem a se associar com matéria orgânica, como cinza, solo e folhas de plantas .

## Formação das dioxinas
As dioxinas são formadas principalmente devido às atividades humanas, mas também podem ser geradas naturalmente. Devido a causas naturais, esta substância é gerada como resultado de uma combustão incompleta de material orgânico por incêndios florestais ou atividade vulcânica .
A formação de dioxinas pelas atividades humanas ocorre de forma não intencional devido aos processos de combustão e incineração industrial, municipal e doméstico quando há a combinação de três condições: 
→ Fonte de cloro
→ Fonte de matéria orgânica
→ Ambiente térmico ou quimicamente reativo
A formação de dioxinas durante o processo de combustão acontece principalmente durante a janela de temperatura de 200-450 ºC e quando a matéria orgânica que contém cloro passa pouco tempo dentro do forno, o que favorece uma combustão incompleta desse material e consequentemente cria condições para que sejam formadas as dioxinas  .

## Estrutura química das dibenzo-p-dioxinas

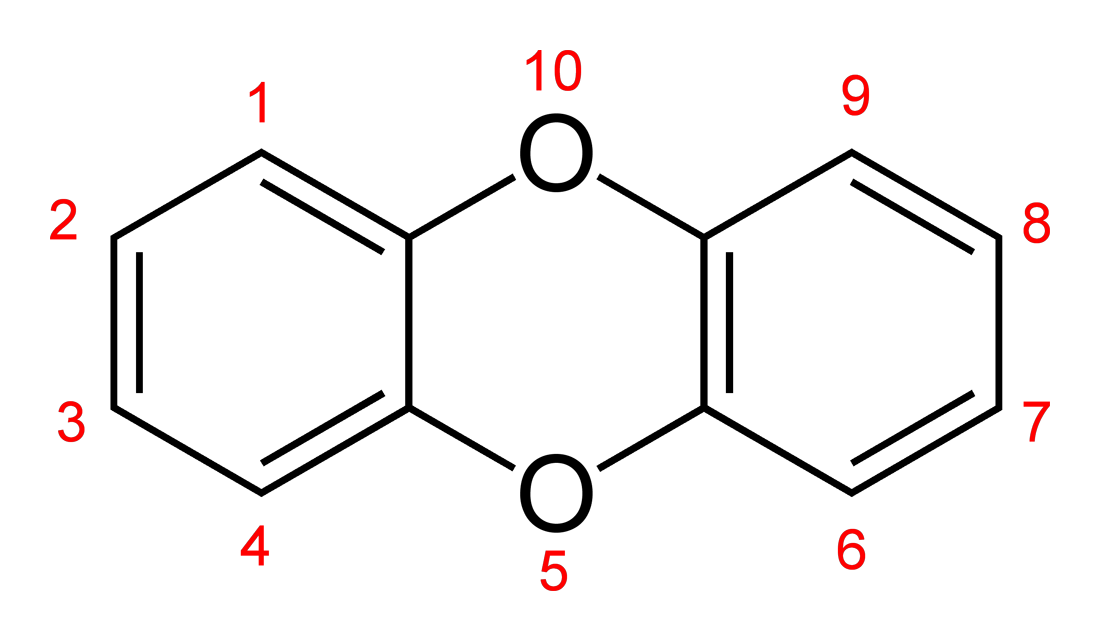
A fórmula esquelética e esquema de numeração de substituintes dos compostos aparentados da dibenzo-p-dioxina

A estrutura de dibenzo-p-dioxina compreende dois anéis benzênicos unidos por duas pontes de oxigênio. Isto faz o composto um diéter aromático. O nome dioxina formalmente refere-se a o central anel dioxigenado, o qual é estabilizado pelos dois anéis benzênicos que o flanqueiam.
Em PCDDs, os átomos de cloro são ligados a esta estrutura em quaisquer de 8 diferentes lugares na molécula, nas posições 1–4 e 6–9. Existem 75 diferentes tipos de congêneres PCDD (isto é: compostos relacionados ao conceito de dioxina).
A toxicidade de PCDDs depende do número e posições dos átomos de cloro. Congêneres que tem cloros nas posições 2, 3, 7 e 8 positions tem sido avaliados como significativamente tóxicos. De fato, 7 congêneres tem átomos de cloro nas posições relevantes as quais são considerados tóxicos pelo esquema internacional de toxicidade equivalente (I-TEQ) do Comitê sobre os Desafios da Sociedade Moderna da (OTAN/CCMS).

## Perspectiva histórica

Estrutura da 2,3,7,8-tetraclorodibenzo-p-dioxina (TCDD)

Baixas concentrações existem na natureza anteriormente a industrialização devido a combustão natural e processos geológicos. Dioxina foram primeiramente produzidas não intencionalmente como subprodutos a partir de 1848 nas plantas do processo Leblanc começando a operar na Alemanha. A primeira síntese intencional de dibenzodioxina clorada foi em 1872. Hoje, concentrações de dioxinas são encontradas em todos os humanos, com níveis mais altos normalmente encontrados em pessoas vivendo em países mais industrializados. A dioxina mais tóxica, 2,3,7,8-tetraclorodibenzo-p-dioxina (TCDD), tornou-se conhecida como um contaminante do Agente Laranja, um herbicida desfolhante usado na Guerra do Vietnã. Posteriormente, dioxinas foram encontradas em Times Beach, Missouri e Love Canal, New York e Seveso, Itália. Mais recentemente, dioxinas tem estado nas notícias com o envenenamento do Presidente Viktor Yushchenko, da Ucrânia em 2004, a "Crise da Mozzarella de Nápoles" e a Crise do porco da Irlanda de 2008.

## Dioxinas e cana-de-açúcar
No cultivo da cana-de-açúcar costuma ser utilizado fontes de potássio que contém altas concentrações de cloro, como é o caso do cloreto de potássio (KCl). Com isso, a cana-de-açúcar acaba absorvendo altas concentrações dessa substância .
Levando em consideração que no processo produtivo para obtenção de etanol e açúcar e no processo de cogeração de energia há a queima do bagaço da cana-de-açúcar e que esse bagaço tem a presença de cloro em sua composição, verifica-se a formação de dioxinas durante essa queima .
Para a lavagem de gases e poluentes, as usinas de cana-de-açúcar costumam utilizar lavadores de gases por via úmida, como por exemplo o tipo Venturi. Além disso, outros sistemas de tratamento comumente utilizados por essas usinas para o tratamento dos gases e poluentes gerados ao longo do processo industrial são o filtro de mangas e precipitador eletrostático .
No caso do lavador de gases tipo venturi, a remoção de dioxinas acaba sendo ineficiente, tendo em vista que consegue remover apenas por volta de 45%. Essa baixa eficiência se deve a esse sistema de tratamento ser por via úmida e as dioxinas terem como característica a baixa solubilidade em água  .
No filtro de mangas, a eficiência acaba sendo em torno de 8% para a dioxina 2,3,7,8-Tetraclorodibenzodioxina, que é considerada a dioxina mais tóxica  . Já no caso dos precipitadores eletrostáticos, houve um aumento significativo da concentração de dioxinas após passar por esse tratamento, sendo que dentre as dioxinas que tiveram uma alta considerável, tem-se 2,3,7,8-TCDD .

## Problemas de saúde causados pelas dioxinas
Dioxinas são extremamente tóxicas, mutagênicas e afetam o sistema imunológico e causam diversos problemas de saúde, como: imunotoxicidade, desregulação endócrina e câncer  .
Dentre todos os problemas de saúde causados pelas dioxinas, o mais preocupante é o fato dessas substâncias causarem câncer. De acordo com a Agência Internacional de Pesquisa sobre Câncer (IARC) e do Programa Nacional de Toxicologia dos EUA, as dioxinas são classificadas como “substâncias reconhecidamente causadoras de câncer” 
No caso do Programa Nacional de Toxicologia dos EUA, eles reafirmam o risco das dioxinas causarem câncer, confirmando que não há dose segura que se possa garantir que essas substâncias não sejam cancerígenas . Dentre os tipos de câncer que as dioxinas podem causar, podem se citar: câncer de esôfago, câncer de laringe, câncer de rim, câncer de pulmão e linfoma não Hodgkin  .